# Lilla Kyrkebys

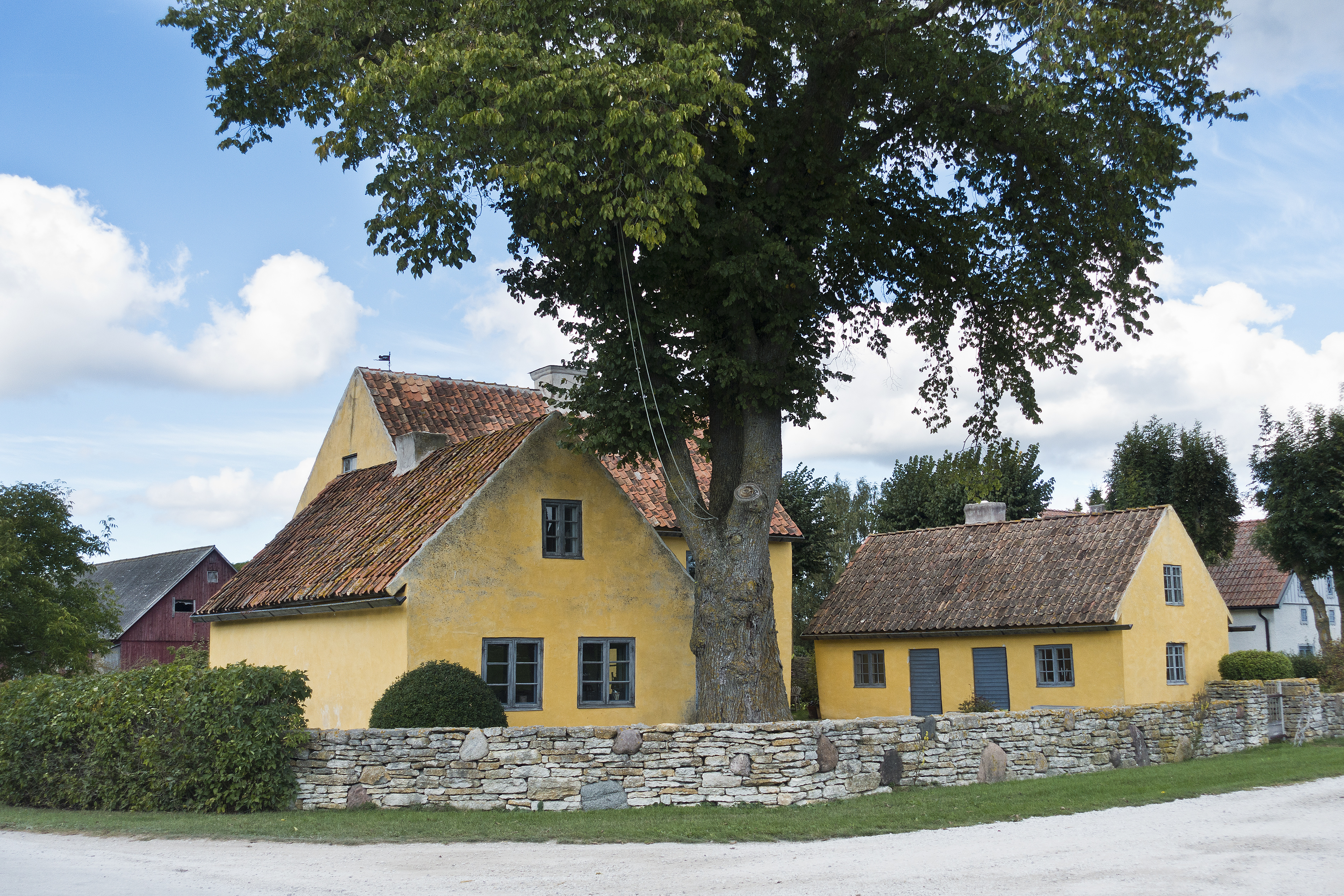
Lilla Kyrkebys

Lilla Kyrkebys är en byggnadsminnesmärkt gård i Hejnums socken, Gotlands kommun.
Lilla Kyrkebys var tidigare en gård tillsammans med Stora Kyrkebys, men delades redan under medeltiden. Kyrkebys omtalas i Gutasagan, Olof den helige skall ha bott hos Ormika i Kyrkebys 1029 när han kristnade gutarna. 
Mangårdsbyggnaden är troligen uppförd i slutet av 1600- eller början av 1700-talet. En andra våning byggdes på under 1800-talet.
Den ena flygeln uppfördes troligen samtidigt med mangårdsbyggningen, i början av 1700-talet, den andra vid mitten av 1800-talet. Källarflygeln uppfördes på 1890-talet, på den plats där den så kallade Sankt Olofs källa låg.
På Lilla kyrkebys finns rester av ett medeltida bostadshus.